# Шимон Клугер
Шимон Клугер (пол. Szymon Kluger; 19 січня 1925, Освенцим, Польща — 26 травня 2000, Освенцим, Польща) — останній із довоєнних єврейських жителів міста Освенцим.

## Дитинство
Шимон Клугер народився в 1925 році в Освенцимі. Батько — Симха Клугер (нар. 1900), мати — Фрейда Вайс. Батько Шимона був меламедом, а також мав невелику власну крамничку, мати була домогосподаркою. Навесні 1939 року Шимон закінчив початкову школу.
У Шимона було вісім братів і сестер: Мойсей (нар. 1923), Броня (1927—2007), Ісаак (1929—?), Мелех (1931—?), Ізраїль (1933—?), Ієшуа (1935—?), Хайм (1936—?) і Малка (1938—?). З них тільки Шимон, Мойсей і Броня залишилися серед живих після Голокосту, інші були вбиті нацистами.

## Під час Другої Світової війни
Під час Другої світової війни Шимон був депортований в Бендзинське гетто. У 1942 році працював у виправно-трудовому таборі Аушвіц III під номером 179539. У цей час його батьки були вбиті в концтаборі Аушвіц. У 1945 році, під час «Маршу смерті в період нацизму», його перевели в концентраційний табір Ґросс-Розен, а звідти — до концтабору Бухенвальд.

## Звільнення та еміграція
У квітні 1945 року Шимон Клугер був звільнений американською армією поблизу Гальберштадта. Деякий час він проживав у своєму рідному місті, а потім, за допомогою Шведського Червоного Хреста та UNRRA, емігрував до Швеції. До 1946 року лікувався в лікарнях Мальме і Кальмара й остаточно вирішив залишитися в Швеції. У Польщі в нього нікого з рідних серед живих не залишилося — його брат, який вижив, проживав на той час теж в Швеції, а сестра — у Франкфурті-на-Майні. Спочатку Шимон жив з виплати соціальної допомоги, потім зміг отримати професії механіка та електрика. Працював робітником на шведському радіо, згодом отримав шведський паспорт іноземця.

## Повернення до Освенцима
У 1962 році Шимон, незважаючи на протести сім'ї, повернувся до Польщі й почав працювати на хімічному заводі в Освенцимі, проживаючи в гуртожитку для працівників даного підприємства. Потім він зміг перебратися в батьківський будинок, розташований біля синагоги «Товариство вивчення Мішни» («Khevre Loymdei Mishnayos») Освенцима, але незабаром був вимушений покинути роботу в зв'язку із погіршенням стану здоров'я.

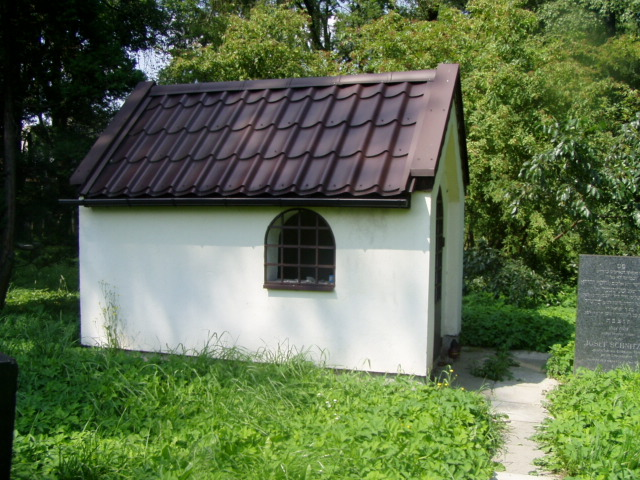
На могилі Шимона Клугера

Шимон Клугер помер 26 травня 2000 року і був похований на єврейському кладовищі Освенцима.

## Будинок Шимона Клугера
Колишній будинок Шимона Клугера на даний час є діючим музеєм. До Голокосту Шимон проживав у цьому будинку зі своїми братами і сестрами, батьками і обома бабусями й дідусями. Будівля знаходилася у власності Бернара Тайхмана, діда Шимона по материнській лінії, який до приходу нацистів до влади мав бізнес у Німеччині.
Після смерті Шимона, за бажанням його брата Мойсея Клугера і сестри Броні Клугер-Розенблатт, будинок було передано Єврейському центру Освенцима (Auschwitz Jewish Center). У музеї діє постійна експозиція, проводяться різні тематичні виставки та екскурсії.
Крім музею, Єврейський центр Освенцима в 2013 році відкрив у приміщенні будинку Шимона Клугера також і кошерну вегетаріанську кав'ярню.